# Excorallana yamamuroae
Excorallana yamamuroae is een pissebed uit de familie Corallanidae. De wetenschappelijke naam van de soort is voor het eerst geldig gepubliceerd in 1988 door Nunomura.